# Jetix Europe
Jetix Europe N.V., fosta Fox Kids Europe N.V., a fost o companie olandeză de televiziune deținută de The Walt Disney Company în proporție de 99,8%. Ea deținea canalele Jetix din Europa și nu trebuie confundată cu Jetix International (deținută 100% de Disney).